# Silusa rubra
Silusa rubra är en skalbaggsart som beskrevs av Wilhelm Ferdinand Erichson 1839. Silusa rubra ingår i släktet Silusa, och familjen kortvingar. Arten har ej påträffats i Sverige.